# Кисличеватский сельский совет
Кисличеватский сельский совет (укр. Кисличуватська сільська рада) — входит в состав
Томаковского района
Днепропетровской области
Украины.
Административный центр сельского совета находится в 
с. Кисличеватая.

## Населённые пункты совета
- с. Кисличеватая